# Ledarscout
Ledarscout är inom den svenska scoutrörelsen en beteckning på scouter i övre tonåren med ledarposition men som ännu inte är fullvärdiga ledare och därmed inte har ledaransvar. Vanligen används det som en övergång mellan att vara scout och att vara ledare.
I 1919 års upplaga av Instruktionsbok för Sveriges scouter står bl.a. följande: "Ledarscoutens uppgift är, förutom att tjäna till föredöme genom ett i allo scoutmässigt uppträdande, att vara avdelningschefen till hjälp och stöd beträffande förberedelser och genomförande av de övningsprogram som denne gjort; samt att biträda avdelningschefen i övervakandet och ledandet av de olika patrullernas arbeten, vid rullföring och expeditionsföring."
Ledarscouter var tidigare vanligt förekommande men har med tiden försvunnit. Beteckningen används fortfarande i Equmeniascout (f.d. SMU Scout) och det inofficiella förbundet UV-scout där det räknas som en åldersklass.